# مگومی آساوکا
مگومی آساوکا (انگلیسی: Megumi Asaoka؛ زادهٔ ۱۱ اکتبر ۱۹۵۵) موسیقی‌دان اهل ژاپن است.